# Landau-Preis
Der Landau-Preis (russisch Премия имени Л. Д. Ландау) ist ein von der Russischen Akademie der Wissenschaften bzw. deren Vorläufer, der Sowjetischen Akademie der Wissenschaften vergebener hoher Preis für theoretische Physik, der nach Lew Landau benannt ist. Der Preis der Russischen Akademie heißt seit den 1990er Jahren Landau-Goldmedaille, russisch Золотая медаль имени Л. Д. Ландау.

## Preisträger
Die Liste ist nicht vollständig.
- 1971 Wladimir Naumowitsch Gribow (er war der erste Preisträger)[1]
- 1972 Igor Jechijeljewitsch Dsjaloschinski, Wiktor-Andrei Stanislawowitsch Borowik-Romanow
- 1974 Jewgeni Michailowitsch Lifschitz[2], Wladimir Alexejewitsch Belinski, Issaak Markowitsch Chalatnikow
- 1977 Arkadi Beinussowitsch Migdal
- 1980 Alexander Wiktorowitsch Gurewitsch, Lew Petrowitsch Pitajewski
- 1983 Alexander Sacharowitsch Pataschinski, Waleri Leonidowitsch Pokrowski
- 1986 Boris Ionowitsch Schklowski, Alexei Lwowitsch Efros
- 1988 Lew Petrowitsch Gorkow[3]
- 1989 Alexei Alexejewitsch Abrikossow[4]

Die Landau-Goldmedaille erhielten:
- 1992 Grigori Jefimowitsch Wolowik, Wladimir Petrowitsch Minejew (Vladimir Mineev)[6]
- 1998 Spartak Timofejewitsch Beljajew
- 2002 Lew Borissowitsch Okun
- 2008 Lew Petrowitsch Pitajewski
- 2013 Semjon Solomonowitsch Gerschtein
- 2018 Waleri Leonidowitsch Pokrowski
- 2023 Alexander Abramowitsch Belawin[7]